# Chaetocnema concinna
Espèce
Chaetocnema concinna (l'altise de la betterave) est une espèce d'insectes coléoptères de la famille des Chrysomelidae, originaire d'Eurasie.
Cet insecte phytophage vit sur certaines espèces de Chenopodiaceae et Polygonaceae. C'est un ravageur des cultures de betteraves sucrières et fourragères (Beta vulgaris) et dans une moindre mesure de sarrasin, d'épinard et d'oseille.

## Synonyme
- Chaetocnema heikertingeri Lubisch.

## Distribution
L'aire de répartition de Chaetocnema concinna comprend l'Europe, l'Afrique du Nord, l'Asie mineure et l'Amérique du Nord.
La présence de cette espèce, introduite en Amérique du Nord, a été signalée pour la première fois au Canada vers 1989.